# Pongsan
Pongsan (kor. 봉산군, Pongsan-gun) – powiat w Korei Północnej, w prowincji Hwanghae Północne. W 2008 roku liczył 124 745  mieszkańców. Graniczy z powiatami Yŏnt’an na północy, Rinsan oraz Ŭnp’a na południu, a także z powiatem Sŏhŭng i miastem Sariwŏn na wschodzie.

## Historia
Przed wyzwoleniem Korei spod okupacji japońskiej w skład powiatu wchodziło 14 miejscowości (kor. myŏn) oraz 136 wsi (kor. ri). W grudniu 1952 roku utworzono nowy powiat Pongsan (wówczas składający się z miasteczka i 25 wsi) z następujących miejscowości: T'osŏng, Manch'ŏn, Sain, Guyŏn, Tongsŏn, Sansu, 7 wsi miejscowości Munjŏng, 6 wsi miejscowości P’yŏngch’ŏn, 4 wsie należącej do powiatu Sŏhŭng miejscowości Mokgam, część wsi Songdong i Sangsan (powiat Hwangju, miejscowość Toch'i).
W 1973 roku wsie Migok, Mankŭm i dzielnicę robotniczą Ŏsu przyłączono do miasta Sariwŏn. Dziewięć lat później z powiatu Ŭnp’a przyłączono do powiatu Pongsan wieś Ch'ŏngryong. W lutym 1989 roku, z terenów należących poprzednio do powiatu Sŏhŭng przyłączono do Pongsan wsie Samch’ŏn, Sugok, Ŭnjŏng, a z terenu powiatu Ŭnp’a – wieś Myosong.

## Podział administracyjny powiatu
W skład powiatu wchodzą następujące jednostki administracyjne:
| Nazwa jednostki administracyjnej | Rodzaj jednostki administracyjnej | Chosŏn’gŭl   |
| -------------------------------- | --------------------------------- | ------------ |
| Pongsan-ŭp                       | miasteczko                        | 봉산읍       |
| Songjŏng-rodongjagu              | dzielnica robotnicza              | 송정로동자구 |
| Kach'on-ri                       | wieś                              | 가촌리       |
| Tosŏng-ri                        | wieś                              | 도성리       |
| Jit'ap-ri                        | wieś                              | 지탑리       |
| Songsan-ri                       | wieś                              | 송산리       |
| Tokjŏng-ri                       | wieś                              | 독정리       |
| Ch'ŏndŏk-ri                      | wieś                              | 천덕리       |
| Obong-ri                         | wieś                              | 오봉리       |
| Ryujŏng-ri                       | wieś                              | 류정리       |
| Kwanjŏng-ri                      | wieś                              | 관정리       |
| Kuyŏn-ri                         | wieś                              | 구연리       |
| Ch'ŏnggye-ri                     | wieś                              | 청계리       |
| Masan-ri                         | wieś                              | 마산리       |
| Kuŭp-ri                          | wieś                              | 구읍리       |
| Ch'ŏngryong-ri                   | wieś                              | 청룡리       |
| Ŭnjŏng-ri                        | wieś                              | 은정리       |
| Samch’ŏn-ri                      | wieś                              | 삼천리       |
| Sugok-ri                         | wieś                              | 수곡리       |
| Myosong-ri                       | wieś                              | 묘송리       |